# Campeonato Mundial de Atletismo de 2001
El VIII Campeonato Mundial de Atletismo se celebró en Edmonton (Canadá) entre el 3 y el 12 de agosto de 2001 bajo la organización de la Asociación Internacional de Federaciones de Atletismo (IAAF) y la Federación Canadiense de Atletismo.
Las competiciones se llevaron a cabo en el Estadio de la Mancomunidad, que tiene una capacidad de 60.000 espectadores. Participaron 1677 atletas de 200 federaciones nacionales pertenecientes a la IAAF. 

## Resultados

### Masculino
| Evento                     | Oro                                                                           | Plata                                                                                 | Bronce                                                                                          |
| -------------------------- | ----------------------------------------------------------------------------- | ------------------------------------------------------------------------------------- | ----------------------------------------------------------------------------------------------- |
| 100 m (05.08)              | Maurice Greene Estados Unidos 9,82 s                                          | Bernard Williams Estados Unidos 9,94 s                                                | Ato Boldon Trinidad y Tobago 9,98 s                                                             |
| 200 m (09.08)              | Konstadinos Kederis · Grecia · 20,04                                          | Christopher Williams Jamaica 20,20                                                    | Kim Collins San Cristóbal y Nieves Shawn Crawford Estados Unidos 20,20                          |
| 400 m (06.08)              | Avard Moncur Bahamas 44,64                                                    | Ingo Schultz · Alemania · 44,87                                                       | Gregory Haughton Jamaica 44,98                                                                  |
| 800 m (07.08)              | André Bucher · Suiza · 1:43,70                                                | Wilfred Bungei Kenia 1:44,55                                                          | Paweł Czapiewski · Polonia · 1:44,63                                                            |
| 1500 m (12.08)             | Hicham El Guerrouj Marruecos 3:30,68                                          | Bernard Lagat Kenia 3:31,10                                                           | Driss Maazouzi Francia 3:31,54                                                                  |
| 5000 m (10.08)             | Richard Limo Kenia 13:00,77                                                   | Million Wolde Etiopía 13:03,47                                                        | John Kibowen Kenia 13:05,20                                                                     |
| 10 000 m (08.08)           | Charles Kamathi Kenia 27:53,25                                                | Assefa Mezgebu Etiopía 27:53,97                                                       | Haile Gebrselassie Etiopía 27:54,41                                                             |
| 110 m vallas (09.08)       | Allen Johnson Estados Unidos 13,04                                            | Anier García · Cuba · 13,07                                                           | Dudley Dorival Haití 13,25                                                                      |
| 400 m vallas (10.08)       | Felix Sánchez · República Dominicana · 47,49                                  | Fabricio Mori · Italia · 47,54                                                        | Dai Tamesue Japón 47,89                                                                         |
| 3.000 m obstáculos (08.08) | Reuben Kosgei Kenia 8:15,16                                                   | Ali Ezzine Marruecos 8:16,21                                                          | Bernard Barmasai Kenia 8:16,59                                                                  |
| 20 km marcha (04.08)       | Roman Raskazov · Rusia · 1:20:31                                              | Ilia Markov · Rusia · 1:20:33                                                         | Viktor Burayev · Rusia · 1:20:36                                                                |
| 50 km marcha (11.08)       | Robert Korzeniowski · Polonia · 3:42:08                                       | Jesús Ángel García · España · 3:43:07                                                 | Edgar Hernández · México · 3:46:12                                                              |
| Maratón (03.08)            | Gezahegne Abera Etiopía 2:12:42                                               | Simon Biwott Kenia 2:12:43                                                            | Stefano Baldini · Italia · 2:13:18                                                              |
| Salto de altura (08.08)    | Martin Buss · Alemania · 2,36 m                                               | Viacheslav Voronin · Rusia · Yaroslav Rybakov · Rusia · 2,33 m                        |                                                                                                 |
| Salto con pértiga (09.08)  | Dmitri Markov Australia 6,05                                                  | Alexandr Averbukh Israel 5,85                                                         | Nick Hysong Estados Unidos 5,85                                                                 |
| Salto de longitud (11.08)  | Iván Pedroso · Cuba · 8,40                                                    | Savante Stringfellow Estados Unidos 8,24                                              | Carlos Calado Portugal 8,21                                                                     |
| Triple salto (06.08)       | Jonathan Edwards Reino Unido 17,92                                            | Christian Olsson · Suecia · 17,47                                                     | Igor Spasovjodski · Rusia · 17,44                                                               |
| Peso (04.08)               | John Godina Estados Unidos 21,87                                              | Adam Nelson Estados Unidos 21,24                                                      | Arsi Harju · Finlandia · 20,93                                                                  |
| Disco (08.08)              | Lars Riedel · Alemania · 69,72                                                | Virgilijus Alekna · Lituania · 69,40                                                  | Michael Möllenbeck · Alemania · 67,61                                                           |
| Martillo (05.08)           | Szymon Ziółkowski · Polonia · 83,38                                           | Koji Murofushi Japón 82,92                                                            | Ilia Konovalov · Rusia · 80,27                                                                  |
| Jabalina (12.08)           | Jan Železný · República Checa · 92,80                                         | Aki Parviainen · Finlandia · 91,31                                                    | Konstadinos Gatsioudis · Grecia · 89,95                                                         |
| 4 × 100 m (12.08)          | Sudáfrica Morne Nagel Corne du Plessis Lee-Roy Newton Mathew Quinn 38,47 s    | Trinidad y Tobago Marc Burns Ato Boldon Jaycey Harper Darrel Brown 38,58 s            | Australia Adam Basil Paul Di Bella Steve Brimacombe Matthew Shirvington 38,83 s                 |
| 4 × 400 m (12.08)          | Bahamas Avard Moncur Christopher Brown Troy McIntosh Timothy Munnings 2:58,19 | Jamaica Brandon Simpson Christopher Williams Gregory Haughton Danny McFarlane 2:58,39 | Polonia · Rafał Wieruszewski · Piotr Haczek · Piotr Długosielski · Piotr Rysiukiewicz · 2:59,71 |
| Decatlón (07.08)           | Tomáš Dvorák · República Checa · 8.902 pts.                                   | Erki Nool Estonia 8.815 pts.                                                          | Dean Macey Reino Unido 8.603 pts.                                                               |

### Femenino
| Evento                    | Oro                                                                                    | Plata                                                                               | Bronce                                                                                    |
| ------------------------- | -------------------------------------------------------------------------------------- | ----------------------------------------------------------------------------------- | ----------------------------------------------------------------------------------------- |
| 100 m (06.08)             | Zhanna Pintusevich · Ucrania · 10,82 s                                                 | Ekatherini Thanou · Grecia · 10,91 s                                                | Chandra Sturrup Bahamas 11,02 s                                                           |
| 200 m (10.08)             | Debbie Ferguson Bahamas 22,52                                                          | LaTasha Jenkins Estados Unidos 22,85                                                | Cydonie Mothersill Islas Caimán 22,88                                                     |
| 400 m (07.08)             | Amy Mbacke Thiam Senegal 49,86                                                         | Lorraine Fenton Jamaica 49,88                                                       | Ana Guevara · México · 49,97                                                              |
| 800 m (12.08)             | Maria Mutola Mozambique 1:57,17                                                        | Stephanie Graf · Austria · 1:57,20                                                  | Letitia Vriesde Surinam 1:57,35                                                           |
| 1500 m (07.08)            | Gabriela Szabo · Rumania · 4:00,57                                                     | Violeta Szekely · Rumania · 4:01,70                                                 | Natalia Gorelova · Rusia · 4:02,40                                                        |
| 5000 m (11.08)            | Olga Yegorova · Rusia · 15:03,39                                                       | Marta Domínguez · España · 15:06,59                                                 | Ayelech Worku Etiopía 15:10,17                                                            |
| 10 000 m (07.08)          | Derartu Tulu Etiopía 31:48,81                                                          | Berhane Adere Etiopía 31:48,85                                                      | Gete Wami Etiopía 31:49,98                                                                |
| 100 m vallas (11.08)      | Anjanette Kirkland Estados Unidos 12,42                                                | Gail Devers Estados Unidos 12,54                                                    | Olga Shishigina · Kazajistán · 12,58                                                      |
| 400 m vallas (08.08)      | Nezha Bidouane Marruecos 53,34                                                         | Yulia Nosova · Rusia · 54,27                                                        | Daimí Pernía · Cuba · 54,51                                                               |
| 20 km marcha (09.08)      | Olimpiada Ivanova · Rusia · 1:27:48                                                    | Valentina Tsibulskaya · Bielorrusia · 1:28:49                                       | Elisabetta Perrone · Italia · 1:28:56                                                     |
| Maratón (12.08)           | Lidia Simon · Rumania · 2.26:01                                                        | Reiko Tosa Japón 2:26:06                                                            | Svetlana Zajarova · Rusia · 2:26:18                                                       |
| Salto de altura (12.08)   | Hestrie Cloete Sudáfrica 2,00 m                                                        | Inha Babakova · Ucrania · 2,00 m                                                    | Kajsa Bergqvist · Suecia · 1,97 m                                                         |
| Salto con pértiga (06.08) | Stacy Dragila Estados Unidos 4,75                                                      | Svetlana Feofanova · Rusia · 4,75                                                   | Monika Pyrek · Polonia · 4,55                                                             |
| Salto de longitud (07.08) | Fiona May · Italia · 7,02                                                              | Tatiana Kotova · Rusia · 7,01                                                       | Niurka Montalvo · España · 6,88                                                           |
| Triple salto (10.08)      | Tatiana Lebedeva · Rusia · 15,25                                                       | Françoise Mbango Etone Camerún 14,60                                                | Tereza Marinova Bulgaria 14,58                                                            |
| Peso (05.08)              | Yanina Korolchik · Bielorrusia · 20,61                                                 | Nadine Kleinert-Schmitt · Alemania · 19,86                                          | Vita Pavlish · Ucrania · 19,41                                                            |
| Disco (11.08)             | Ellina Zvereva · Bielorrusia · 67,10                                                   | Nicoleta Grasu · Rumania · 66,24                                                    | Anastasia Kelesidou · Grecia · 65,50                                                      |
| Martillo (07.08)          | Yipsi Moreno · Cuba · 70,65                                                            | Olga Kuzenkova · Rusia · 70,61                                                      | Bronwyn Eagles Australia 68,87                                                            |
| Jabalina (06.08)          | Osleidys Menéndez · Cuba · 69,53                                                       | Mirela Manjani-Tzelili · Grecia · 65,78                                             | Sonia Bisset · Cuba · 64,69                                                               |
| 4 × 100 m (11.08)         | Alemania · Melanie Paschke · Gaby Rockmeier · Birgit Rockmeier · Marion Wagner · 42,32 | Francia Sylviane Félix Frédérique Bangué Muriel Hurtis Odiah Sidibé 42,39           | Jamaica Juliet Campbell Merlene Frazer Beverly McDonald Astia Walker 42,40                |
| 4 × 400 m (12.08)         | Jamaica Sandie Richards Catherine Scott Debbie-Ann Parris Lorraine Fenton 3:20,65      | Alemania · Florence Ekpo-Umoh · Shanta Ghosh · Claudia Marx · Grit Breuer · 3:21,97 | Rusia · Irina Rosijina · Yulia Nosova · Anastasia Kapachinskaya · Olesia Zykina · 3:24,92 |
| Heptatlón (05.08)         | Elena Projorova · Rusia · 6.694 pts                                                    | Natalia Sazanovich · Bielorrusia · 6.539 pts.                                       | Shelia Burell Estados Unidos 6.472 pts.                                                   |

## Medallero
| Núm. | País                   | Oro | Plata | Bronce | Total |
| ---- | ---------------------- | --- | ----- | ------ | ----- |
| 1    | Rusia                  | 5   | 7     | 6      | 18    |
| 2    | Estados Unidos         | 5   | 5     | 3      | 13    |
| 3    | Kenia                  | 3   | 3     | 2      | 8     |
| 4    | Alemania               | 3   | 3     | 1      | 7     |
| 5    | Cuba                   | 3   | 1     | 2      | 6     |
| 6    | Bahamas                | 3   | 0     | 1      | 4     |
| 7    | Etiopía                | 2   | 3     | 3      | 8     |
| 8    | Bielorrusia            | 2   | 2     | 0      | 4     |
| 8    | Rumania                | 2   | 2     | 0      | 4     |
| 10   | Marruecos              | 2   | 1     | 0      | 3     |
| 11   | Polonia                | 2   | 0     | 3      | 5     |
| 12   | República Checa        | 2   | 0     | 0      | 2     |
| 12   | Sudáfrica              | 2   | 0     | 0      | 2     |
| 14   | Jamaica                | 1   | 3     | 2      | 6     |
| 15   | Grecia                 | 1   | 2     | 2      | 5     |
| 16   | Italia                 | 1   | 1     | 2      | 4     |
| 17   | Ucrania                | 1   | 1     | 1      | 3     |
| 18   | Australia              | 1   | 0     | 2      | 3     |
| 19   | Reino Unido            | 1   | 0     | 1      | 2     |
| 20   | Mozambique             | 1   | 0     | 0      | 1     |
| 20   | República Dominicana   | 1   | 0     | 0      | 1     |
| 20   | Senegal                | 1   | 0     | 0      | 1     |
| 20   | Suiza                  | 1   | 0     | 0      | 1     |
| 24   | España                 | 0   | 2     | 1      | 3     |
| 24   | Japón                  | 0   | 2     | 1      | 3     |
| 26   | Finlandia              | 0   | 1     | 1      | 2     |
| 26   | Francia                | 0   | 1     | 1      | 2     |
| 26   | Suecia                 | 0   | 1     | 1      | 2     |
| 26   | Trinidad y Tobago      | 0   | 1     | 1      | 2     |
| 30   | Austria                | 0   | 1     | 0      | 1     |
| 30   | Camerún                | 0   | 1     | 0      | 1     |
| 30   | Estonia                | 0   | 1     | 0      | 1     |
| 30   | Israel                 | 0   | 1     | 0      | 1     |
| 30   | Lituania               | 0   | 1     | 0      | 1     |
| 35   | México                 | 0   | 0     | 2      | 2     |
| 36   | Bulgaria               | 0   | 0     | 1      | 1     |
| 36   | Haití                  | 0   | 0     | 1      | 1     |
| 36   | Islas Caimán           | 0   | 0     | 1      | 1     |
| 36   | Kazajistán             | 0   | 0     | 1      | 1     |
| 36   | Portugal               | 0   | 0     | 1      | 1     |
| 36   | San Cristóbal y Nieves | 0   | 0     | 1      | 1     |
| 36   | Surinam                | 0   | 0     | 1      | 1     |
|      | TOTAL                  | 46  | 47    | 46     | 139   |